# 여자의 이별
여자의 이별(Shirley Valentine)은 미국에서 제작된 루이스 길버트 감독의 1989년 드라마, 코미디, 멜로/로맨스 영화이다. 폴린 콜린스 등이 주연으로 출연하였고 루이스 길버트 등이 제작에 참여하였다. 방영명은 셜리 발렌타인이다.

## 출연

### 주연
- 폴린 콜린스

### 조연
- 톰 콘티
- 줄리아 맥켄지
- 앨리슨 스테드먼
- 조안나 럼리
- 실비아 심즈
- 버나드 힐

## 제작진
- 미술: 존 스톨
- 배역: 앨런 포엔낸더